# Shane Mosley
„Sugar“ Shane Donte Mosley (* 7. September 1971 in Lynwood, Kalifornien) ist ein US-amerikanischer Boxer, ehemaliger IBF-Weltmeister im Leichtgewicht, WBC-Weltmeister im Welter- und Halbmittelgewicht sowie WBA-Weltmeister im Halbmittel- und Weltergewicht.

## Amateurkarriere
Als Amateurboxer bestritt Mosley 266 Kämpfe, von denen er 250 gewann. Er wurde 1989 und 1990, US-amerikanischer Meister im Leichtgewicht sowie 1992, US-amerikanischer Meister im Halbweltergewicht.
1989 gewann er die Silbermedaille im Leichtgewicht bei der Junioren-Weltmeisterschaft in San Juan sowie die Bronzemedaille im Leichtgewicht bei den Goodwill Games 1990 in Seattle.
Bei der nationalen Ausscheidung zur Teilnahme an den Olympischen Spielen 1992 schied er im Halbfinale gegen Vernon Forrest aus.

## Profikarriere
1993 wurde Mosley Profi im Leichtgewicht. Seinen ersten Profikampf bestritt er am 11. Februar 1993. Nach 23 Siegen mit 22 KOs forderte Mosley am 2. August 1997 den IBF-Weltmeister Philip Holiday aus Südafrika heraus und schlug ihn nach Punkten. Er verteidigte den Titel achtmal erfolgreich, immer vorzeitig.
Er stieg 2000 in das Weltergewicht auf und trat nach zwei Nicht-Titelkämpfen am 17. Juni 2000 gegen den WBC-Weltmeister Óscar de la Hoya an und schlug ihn nach Punkten. Nach drei wieder schwachen Herausforderern wollte der Sender HBO endlich einen echten Test mit dem ungeschlagenen Olympiateilnehmer Vernon Forrest, der Mosley als Amateur geschlagen hatte. Forrest besiegte ihn 2002 nach Punkten, hatte ihn sogar zweimal am Boden und gewann auch den direkten Rückkampf.
Am 8. Februar 2003 boxte Mosley gegen Raúl Márquez. Falls Mosley den Kampf gewinnen sollte, so wurde ihm ein erneuter Kampf gegen Óscar de la Hoya versprochen. Der Kampf gegen Marquez endete jedoch ohne Wertung. Am Anfang der dritten Runde stießen sie sich unabsichtlich mit dem Kopf. Das lag daran, dass Mosley Linksausleger und Marquez Rechtsausleger waren. Der als sehr verletzungsanfällig geltende Raul Marquez fing am rechten Auge an zu bluten. Am Ende der Runde passierte das Gleiche wieder. Jetzt hatte Marquez an jedem Auge jeweils eine starke Cut-Verletzung. Da beide Kopfstöße unabsichtlich waren und Marquez so nicht weiterboxen konnte, wurde der Kampf ohne Wertung in der dritten Runde abgebrochen.
Mosley besann sich auf seinen früheren Gegner, stieg eine weitere Gewichtsklasse auf und kämpfte am 13. September 2003 erneut gegen De la Hoya, der mittlerweile Halbmittelgewichtsweltmeister war. Er gewann auch dieses Aufeinandertreffen, diesmal aber umstritten (wenn auch einstimmig) nach Punkten.
Schon im nächsten Kampf unterlag er allerdings 2004 Winky Wright, wie auch im Rückkampf nach Punkten.
Am 25. Februar 2006 boxte er gegen Fernando Vargas, den er vorzeitig besiegen konnte. Der Kampf musste in der zehnten Runde wegen einer starken Schwellung, die Vargas’ linkes Auge ganz verschlossen hatte, abgebrochen werden. Einen Rückkampf gewann er durch KO.
Am 10. Februar 2007 stieg er eine Gewichtsklasse ab und gewann gegen den nicht besonders hoch gehandelten Rechtsausleger Luis Collazo den WBC-Weltergewichtstitel. Er bekam so gute Kritiken, dass ein Kampf gegen Floyd Mayweather Jr. diskutiert wurde.
Im Oktober 2007 stieg er gegen den noch ungeschlagenen Weltmeister der WBA Miguel Angel Cotto in den Ring, unterlag aber nach einer einstimmigen Punktentscheidung.
Im September 2008 kämpfte er gegen Ricardo Mayorga. Diesen Kampf gewann er durch einen KO, welcher ihm kurz vor dem Ende der letzten Runde gelang.
Den WBA-Weltmeisterschaftskampf am 24. Januar 2009 gegen Antonio Margarito konnte er überraschend durch TKO in Runde neun gewinnen.
Am 7. Mai 2011 boxte er um den WBO-Weltmeistertitel gegen die anerkannte Nummer 1 im Weltergewicht, Manny Pacquiao, und verlor einstimmig nach Punkten. Mosley gelang zwar in Runde 10 ein Niederschlag seines Gegners, musste jedoch selbst in Runde 3 zu Boden und verlor schließlich klar nach Punkten. Nach dem Kampf lobte Mosley seinen Gegner und meinte, er sei noch nie so hart getroffen worden.
Am 5. Mai 2012 verlor er in Las Vegas nach Punkten gegen den um 19 Jahre jüngeren Mexikaner Saúl Álvarez. 2013 erklärte er nach der Niederlage gegen Anthony Mundine am 27. November 2013 wegen Rückenproblemen seinen Rücktritt.
Am 29. August 2015 gab Mosley sein Comeback in Inglewood  gegen Ricardo Mayorga, den er in Runde 6 durch KO besiegte.

## Dopingvorwürfe
Laut der Aussage seines ehemaligen Trainers Derryl Hudson 2008, soll sich Mosley einige Wochen vor dem Kampf gegen Oscar De la Hoya im Jahr 2003 EPO gespritzt haben. Laut Hudson war sich Mosley bewusst, dass es sich dabei um ein verbotenes leistungssteigerndes Mittel gehandelt habe. Mosley erklärte hingegen, dass er dachte, es hätte sich hierbei nur um legale Vitaminpräparate gehandelt. Im Dezember 2008 gab die WBC bekannt, dass sie eine Untersuchung dieser Vorwürfe einleiten werde. Schon 2007 hatte er zugegeben, vor dem Kampf unwissentlich die BALCO-Steroide genutzt zu haben. Der BALCO-Initiator Victor Conte beschuldigte ihn 2008 aber, aufgeklärt gewesen zu sein.

## Trivia
Shane Mosley engagiert sich bei der Tierrechtsorganisation PETA gegen Hundekämpfe.